# Burkard Hufgard
Burkard Hufgard (* 7. April 1956 in Mömbris, Landkreis Aschaffenburg) ist ein ehemaliger deutscher Fußballschiedsrichter im Bayerischen Fußball-Verband.
Hufgard leitete in seiner Karriere 5 Bundesligaspiele und 47 Spiele der 2. Bundesliga. Hinzu kamen sechs Spiele im DFB-Pokal.
Seinen ersten Einsatz in der Bundesliga hatte er in der Saison 1995/96 am 5. Spieltag am 8. September beim 0:0 zwischen dem 1. FC Köln und dem KFC Uerdingen 05.
International hatte er einen Einsatz beim 0:0 im Spiel PSV Eindhoven – FC Nantes am 24. Oktober 2001 als Assistent sowie zwei Einsätze im UI-Cup in den Saisons 2000/2001 und 2001/2002, ebenfalls jeweils als Assistent.